# Siège de Rome (537-538)
Pour les articles homonymes, voir siège de Rome.
Guerre des Goths (535-553)
Batailles
- Palerme (535)
- Naples (536)
- Rome (537-538)
- Vérone (541)
- Faventia (542)
- Mucellium (542)
- Naples (542-543)
- Rome (546)
- Rome (549-550)
- Sena Gallica (551)
- Taginae (552)
- Vésuve (552)
- Volturno (554)

Le siège de Rome de 537 et 538 dure un an et dix jours, du 2 mars 537 au 12 mars 538, lors de la Guerre des Goths (535-553). Le siège oppose les forces byzantines, qui défendent la ville sous le commandement du général Bélisaire, aux Ostrogoths, commandés par Vitigès.
Il a un impact décisif sur le cours de la guerre grâce à la victoire des Byzantins qui parviennent à repousser les Ostrogoths.

## Contexte
En 527, Justinien arrive à la tête de l'Empire byzantin. Après quelques années de règne, il décide de lancer une politique expansionniste pour conquérir d'anciennes terres de l'Empire romain d'Occident. Il s'empare d'abord de l'Afrique du nord en renversant le royaume vandale, grâce à l'action de son général Bélisaire. En 535, il décide de s'attaquer au royaume ostrogoth qui domine l'Italie et la Dalmatie. L'offensive se fait de deux côtés. Bélisaire conquiert d'abord la Sicile avant de progresser depuis le sud de l'Italie tandis que Mundus s'empare de la côte dalmate. Bélisaire progresse facilement, d'autant que Théodat, le roi des Ostrogoths, tergiverse quant à la marche à suivre face à cette invasion.
Le 9 décembre 536, Bélisaire pénètre dans Rome sans combattre. En effet, le pape Silvère a négocié le départ des 4 000 soldats ostrogoths. Symboliquement, c'est un succès crucial. Toutefois, les Ostrogoths sont désormais conduits par Vitigès, décidé à repartir à l'offensive. Alors qu'il combat en Dalmatie, il dirige le gros de son armée vers Rome pour l'assiéger. Dans le même temps, Bélisaire s'emploie à restaurer les fortifications alors qu'il n'a que 5 000 hommes à sa disposition et 19 kilomètres de remparts à couvrir.

## Le siège

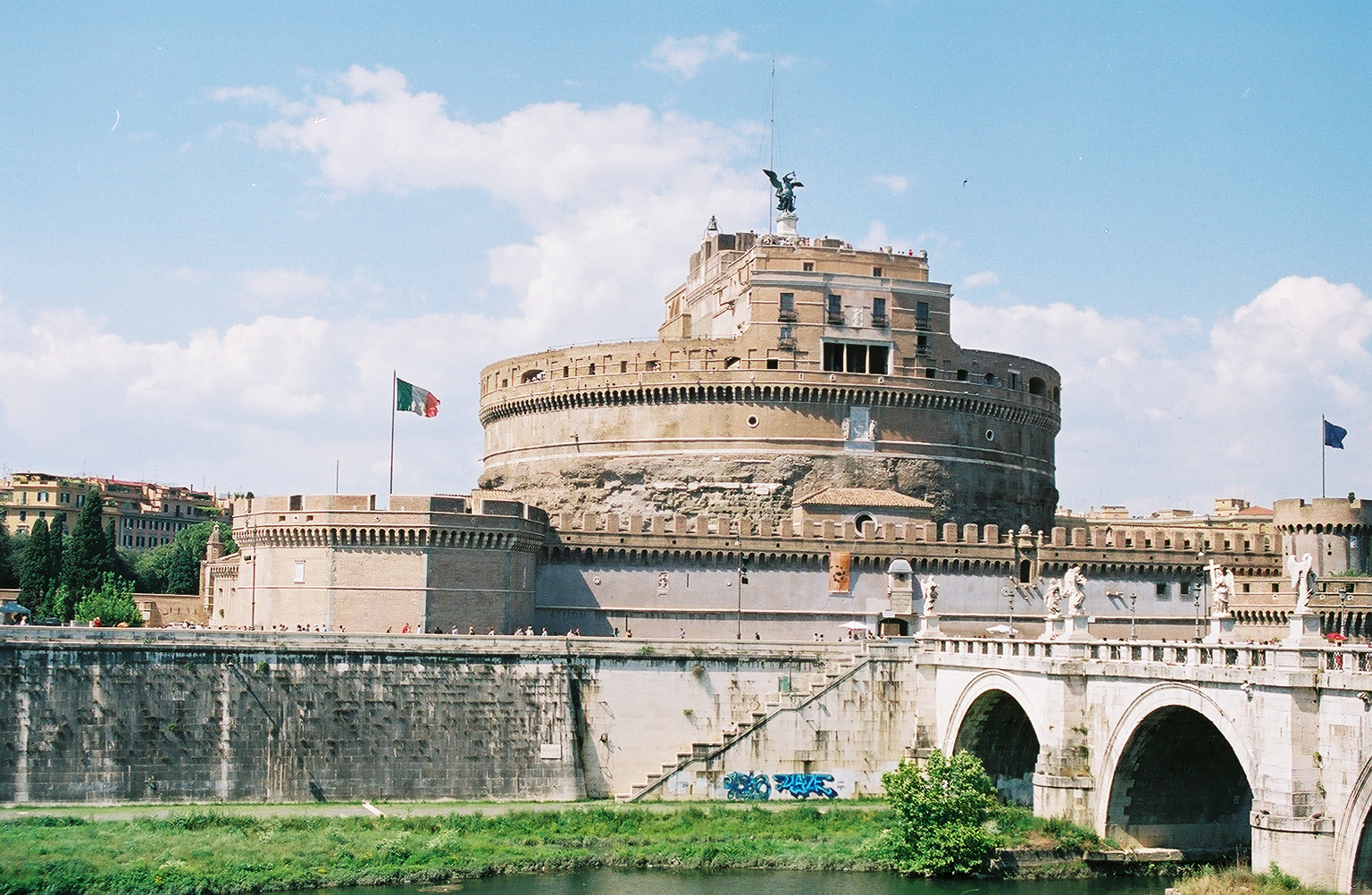
Le mausolée d'Hadrien fut le théâtre de combats féroces entre les Byzantins et les Ostrogoths.

Vitigès arrive aux environs de Rome en février 537 et l'avant-garde byzantine, probablement positionnée au niveau du pont Salarius ou du pont Milvius, s'enfuit devant l'armée ostrogothe. Bélisaire perturbe l'arrivée de cette dernière en accomplissant une sortie avec un millier de ses soldats. Particulièrement risquée, l'opération aurait pu être une défaite byzantine mais Bélisaire parvient à rétablir la situation. Le 21 février marque le début du siège. Vitigès installe sept camps devant sept des portes de la ville et coupe les approvisionnements, notamment les aqueducs.
Le 21 mars, les Ostrogoths, équipés d'armes de siège, dont des tours, lancent un assaut général sur différents points de la muraille. Bélisaire organise la défense au niveau de la porte Salaria et fait abattre les bœufs tirant les quatre tours, empêchant leur progression. Une autre attaque se déroule près du tombeau d'Hadrien, l'actuel château Saint-Ange. Les Byzantins vont jusqu'à se servir des statues du monument comme projectiles et parviennent à tenir leurs positions. Une brèche est toutefois percée dans la muraille, au niveau de la Porta Maggiore défendue par Bessas et Péranius d'Ibérie mais Bélisaire réagit en concentrant ses forces sur ce point précis et bloque la progression ennemie. Au cours de leur retraite, les Ostrogoths perdent de nombreuses armes de siège, détruites par les Byzantins, d'autant que ceux-ci opèrent une autre sortie via la porte Salaria. Au total, ce premier assaut est particulièrement coûteux en hommes pour les assiégeants sans résultats concrets.
Le 22 mars, Bélisaire décide d'envoyer les femmes, les enfants et les esclaves à Naples. Il demande aussi des renforts à Justinien. Il doit faire face à une population peu enthousiaste à l'idée de soutenir un siège et prête à accepter les propositions de Vitigès d'une reddition. Toutefois, le général byzantin s'y oppose et décide de continuer la lutte. En outre, il dépose le pape Silvère qu'il soupçonne de complicité avec l'ennemi et fait convoquer le clergé romain pour qu'il élise son successeur, Vigile, le 29 mars. Les circonstances de cet événement ne sont pas connues avec certitude. Procope de Césarée rapporte que Bélisaire agit en raison de l'hostilité que sa femme manifeste à l'endroit du pape. Le Liber Pontificalis corrobore cette version des faits. Pour autant, la raison réelle réside sûrement dans l'opposition manifestée par Silvère à reconnaître le nouveau patriarche de Constantinople, Anthime. Quoi qu'il en soit, il est envoyé sur la côte sud de l'Asie Mineure.
Dans le même temps, Vitigès s'impatiente face à la résistance de Rome. Il envoie des hommes à Ravenne pour tuer les sénateurs romains, en guise de représailles. En outre, il prend la cité de Porto, située à l'embouchure du Tibre, de manière à renforcer l'encerclement de Rome en bloquant l'arrivée de ravitaillement par voie maritime. Toutefois, cela n'empêche pas la venue de renforts par la terre, en l'occurrence 1 600 cavaliers huns et slaves. De son côté, Bélisaire harcèle son adversaire, en faisant sortir quelques centaines d'archers, puis en couvrant leur retour grâce à des armes de siège disposées sur les murailles, parvenant apparemment à tuer 4 000 Ostrogoths. Il va jusqu'à lancer une grande sortie, réussissant un temps à prendre l'avantage avant de revenir à l'abri des murailles. Au total, près de 70 affrontements ont lieu tout au long du siège, souvent de faible envergure.
Vitigès persiste pourtant dans sa volonté de prendre la ville. Il installe une garnison de 7 000 soldats au croisement de deux aqueducs, coupant la route de la Campanie. Face à la famine naissante, Bélisaire fait des incursions pour subtiliser des convois de ravitaillement de l'ennemi, lequel en vient aussi à manquer de vivres. Au fur et à mesure, la situation des Ostrogoths se complique. La durée du siège mine le moral des soldats tandis que les Byzantins arrivent sans cesse à faire parvenir de nouveaux renforts. En novembre 537, ce sont 1 000 hommes qui viennent soutenir les assiégés. Plus encore, des troupes sont envoyées dans d'autres régions de l'Italie pour réduire la pression sur Rome. À Naples, Antonina et Procope de Césarée rassemblent du ravitaillement qu'ils font parvenir à Ostie. Là, il est placé sur des navires qui remontent le Tibre, sans recevoir d'opposition des Ostrogoths. La situation de ces derniers est alors difficile et ils tentent de négocier avec Bélisaire car ils savent qu'il a reçu de nouveaux renforts. Ils proposent notamment de céder le sud de l'Italie et la Sicile à l'Empire byzantin, ainsi qu'à lui verser un tribut. Tout ce que Bélisaire accepte est une trêve de trois mois, le temps que des négociations soient menées à Constantinople.
Loin de respecter la trêve, Bélisaire envoie des troupes reprendre Porto et Civitavecchia, ainsi que dans le Picenum. Les Ostrogoths tentent de nouveau de s'emparer de Rome par la ruse. Ils essaient ainsi de passer par l'aqueduc de l'Aqua Virgo mais ils sont repérés et l'aqueduc est bouché. Finalement, ce sont les succès des Byzantins hors de Rome qui alarment Vitigès. Les succès de Jean, qui commande la troupe envoyée dans le Picenum, contraignent les Ostrogoths à redéployer leurs forces. En effet, Rimini vient de tomber et Ravenne, la principale cité de l'Italie à l'époque, est menacée. En mars 538, Vitigès doit abandonner le siège de Rome. Lors de leur retraite, les Ostrogoths sont attaqués au pont Milvius et souffrent de nombreuses pertes.

## Conséquences
Au terme de la bataille, Bélisaire et l'Empire Byzantin ressortent indéniablement grandis par la fin de ce siège à la haute valeur symbolique. Ayant réussi à défendre Rome, l'ancienne capitale impériale, face à une armée largement plus nombreuse pendant un siège de plusieurs mois, il sut prouver aux Ostrogoths qu'il saurait mener la conquête d'Italie à son terme. Ces derniers, démoralisés et désorganisés à la suite des échecs de Vitigès, virent en contraste la détermination et le talent militaire de Bélisaire, ce qui sera déterminant lors de la prise de Ravenne.
Ainsi, si ce siège n'a pas eu d'impact matériel majeur sur les deux forces en présence, que ce soit au niveau des effectifs ou de la défense des territoires, son importance psychologique et symbolique fut déterminante pour la défaite finale des Ostrogoths face aux Byzantins.